# Popadić
Popadić (izvirno srbsko Попадић) je naselje v Srbiji, ki upravno spada pod Občino Mionica; slednja pa je del Kolubarskega upravnega okraja.
- Poapdić - panorama
- Poapdić - panorama
- Poapdić - panorama
- Poapdić - panorama
- Poapdić - panorama
- Poapdić - panorama
- Poapdić - panorama

## Demografija
V naselju živi 645 polnoletnih prebivalcev, pri čemer je njihova povprečna starost 42,5 let (41,9 pri moških in 43,1 pri ženskah). Naselje ima 230 gospodinjstev, pri čemer je povprečno število članov na gospodinjstvo 3,36.
To naselje je, glede na rezultate popisa iz leta 2002, večinoma srbsko.
|  |

| Demografija | Demografija     | Demografija     |
| Leto        | Št. prebivalcev | Št. prebivalcev |
| ----------- | --------------- | --------------- |
|             |                 |                 |
|             |                 |                 |
|             |                 |                 |
|             |                 |                 |
| 1948        | 1029            |                 |
| 1953        | 1025            |                 |
| 1961        | 905             |                 |
| 1971        | 831             |                 |
| 1981        | 863             |                 |
| 1991        | 714             | 700             |
| 2002        | 781             | 773             |
|             |                 |                 |

| Etnična sestava po popisu iz leta 2002 | Etnična sestava po popisu iz leta 2002 | Etnična sestava po popisu iz leta 2002 | Etnična sestava po popisu iz leta 2002 | Etnična sestava po popisu iz leta 2002 |
| -------------------------------------- | -------------------------------------- | -------------------------------------- | -------------------------------------- | -------------------------------------- |
| Srbi                                   | Srbi                                   |                                        | 762                                    | 98,57%                                 |
| Črnogorci                              | Črnogorci                              |                                        | 7                                      | 0,90%                                  |
| Neznano                                | Neznano                                |                                        | 0                                      | 0,0%                                   |